# Projet Nike

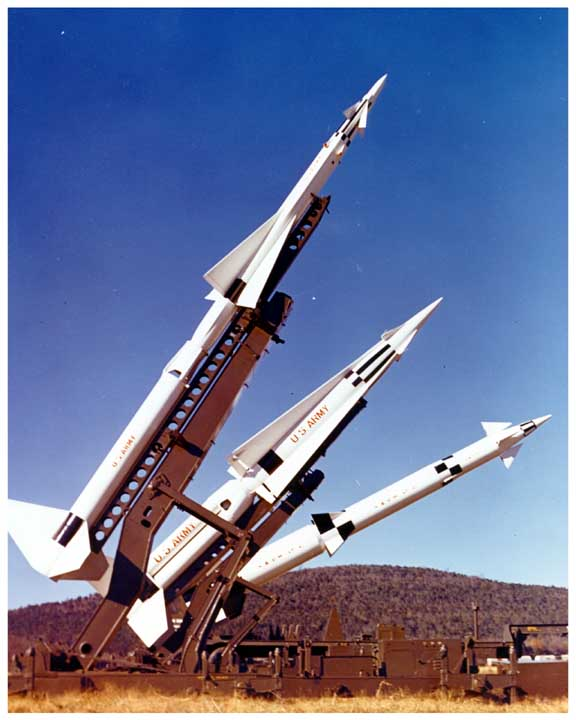
La famille Nike, de gauche à droite, MIM-3 Nike-Ajax, MIM-14 Nike-Hercules et LIM-49 Nike Zeus.

Le Projet Nike (du grec Νίκη, « victoire », prononcé [nǐːkɛː], d'après Niké, déesse de la victoire de la mythologie grecque) était un projet de l'armée américaine, proposé en 1945 par les laboratoires Bell, de développement d'un système de missiles surface-air.
Le projet livra le premier système de missiles guidés antiaériens opérationnel de l'histoire, le Nike Ajax, en 1953. Un grand nombre de technologies développées avec ce missile furent réutilisées dans plusieurs développements subséquents. Certains de ces développements furent aussi nommés Nike, dont le Nike Hercules, premier missile à réussir l'interception d'un autre missile en 1960, et la fusée-sonde Nike Tomahawk de la NASA, employée pour les recherches atmosphériques et utilisant le premier étage à poudre de l'Ajax.

## Histoire

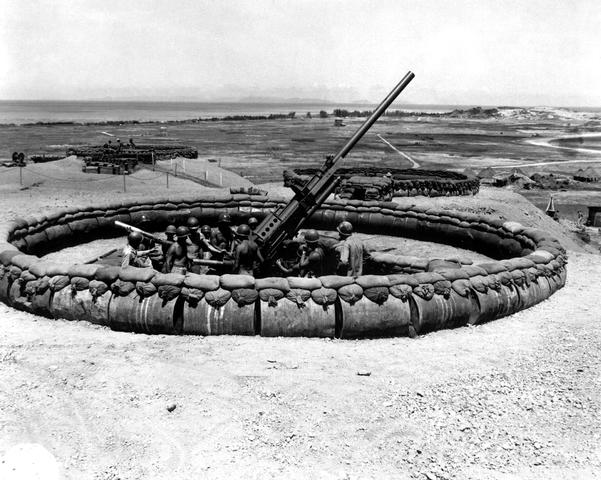
Un canon antiaérien de 90 mm, 1945.

### Naissance du projet
Avec l'avènement des premiers engins volants le canon antiaérien s'imposa comme le moyen de défense de choix. Pourtant c'est une arme qui reste relativement imprécise car les chances qu'un obus touche sa cible sont minces. Durant la Seconde Guerre mondiale, une moyenne de 2 800 obus étaient nécessaires à l'artillerie allemande, pourtant guidée par radars, pour abattre un seul bombardier allié B-17.
Les Alliés possédant la supériorité aérienne durant la guerre, le besoin d'améliorer leurs systèmes de défense antiaériens n'était pas une priorité. Cependant, l'introduction des premiers avions à réaction par les Allemands, fin 1944, entraîna un regain d'intérêt. Ces avions étant au moins deux fois plus rapides et volant deux fois plus haut que leurs homologues à pistons, ils risquaient de réduire à néant l'efficacité des canons.
Le 26 janvier 1945, l'US Army demanda aux laboratoires Bell, alors l'un des leaders dans le domaine des radars, de concevoir un système de missiles guidés. Le laboratoire accepta le défi et le projet Nike fut officiellement lancé le 8 février 1945.

#### La nécessité d'un missile guidé

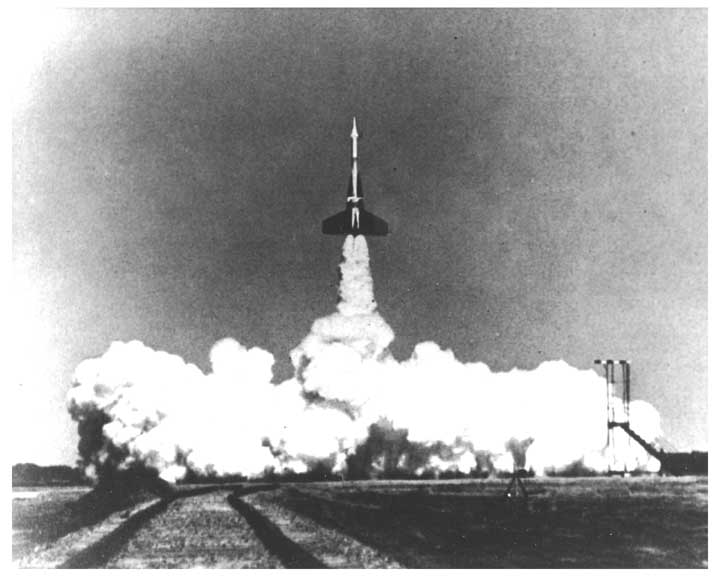
Test d'un prototype avec quatre fusées JATO utilisées comme propulseurs d'appoint, vers 1948.

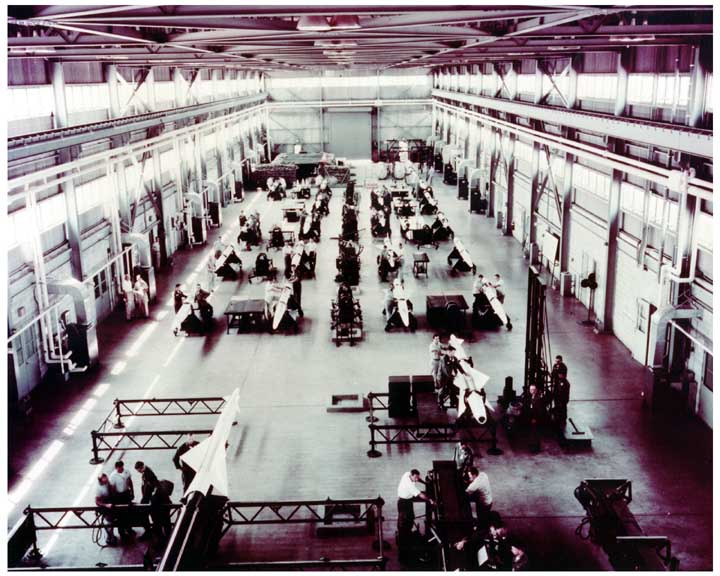
Lignes d'assemblage du Nike Ajax, vers 1953.

Les ingénieurs avaient pour tâche de construire un système capable de neutraliser des bombardiers volant à 800 km/h ou plus à une altitude comprise entre 20 000 et 60 000 pieds (6 100 et 18 300 mètres). À ces vitesses, même un missile supersonique n'est plus assez rapide pour être simplement braqué sur la cible. Le missile doit précéder sa cible pour s'assurer qu'il l'atteigne avant d'épuiser son carburant. À cette époque, les États-Unis possédaient déjà une expérience importante dans le domaine du calcul de précession au moyen de calculateurs analogiques, qui débuta avec le Kerrison Predictor.
Aussi, Bell proposa un système employant deux radars, l'un suivant la cible et l'autre le missile, et un ordinateur analogique calculant le point d'impact. Avec ce système, le guidage et la détonation de l'ogive du missile étaient commandés depuis le sol via un signal encodé dans le signal du second radar. Cela permettait au lourd et coûteux système de guidage de rester intact au sol et d'être partagé par plusieurs missiles.
Pour mettre fin à des disputes entre l'US Army et la récente Air Force, devenue autonome en 1947, tous les systèmes à longue portée furent assignés à cette dernière en 1948. L'Air Force réorganisa ses projets de recherche pour développer un missile sol-air à long rayon d'action qui devint le Bomarc, tandis que l'US Army poursuivit avec le programme Nike.

#### Six années de tests
Les premiers tests de prototypes commencèrent au White Sands Proving Ground dans le désert du Nouveau-Mexique en septembre 1946. Le développement progressa d'abord lentement, le projet n'étant pas considéré comme prioritaire. Le premier test atomique soviétique et la victoire des communistes en Chine en 1949, puis la guerre de Corée en 1950 bouleversèrent les priorités. Le projet fut grandement accéléré et le 27 novembre 1951, un missile Nike intercepta pour la première fois un B-17 dronisé. Après d'autres tests, la production fut lancée en août 1952 et le système reçut la désignation SAM-A-7 Nike. À la fin de l'année, 1 000 missiles et trois sites furent livrés à White Sands pour l'entraînement des équipes qui débuta en 1953.

### Nike Ajax

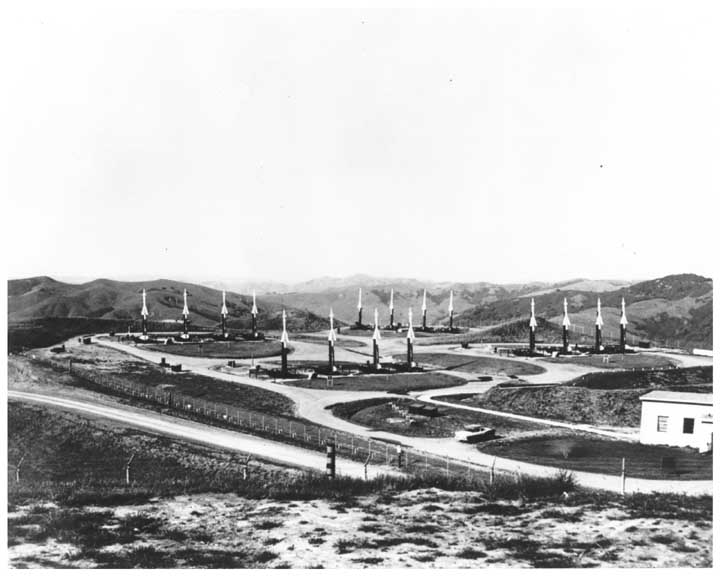
Une batterie de Nike-Ajax en état d'alerte avec 16 missiles prêts au lancement.

Le système Nike fut placé sous la direction du Army Anti-Aircraft Command (ARAACOM) qui préconisa de le déployer autour des villes et des sites militaires majeurs. Afin de réduire le terrain nécessaire aux sites de lancement, il fut décidé de stocker les missiles dans des abris souterrains capables de contenir une explosion accidentelle. Le premier site fut construit à Fort Meade, en remplacement de ses canons M1 120 mm (en). Le 30 mai 1954, le site devint opérationnel 24 heures sur 24.
Les quatre années suivantes, 256 batteries furent aménagées autour des sites stratégiques du pays. Elles remplacèrent 896 canons antiaériens guidés par radar. Le principal fournisseur, Douglas Aircraft, assembla 13 714 missiles dans ses usines de Santa Monica et Charlotte.
Le système ne tarda cependant pas à devenir obsolète. Outre son rayon d'action relativement court (48 km), il était incapable de fournir une défense adéquate contre des bombardiers volant en formation car la résolution de son radar n'est pas suffisante pour distinguer chaque avion. Alors même que la production du missile allait commencer, ces inquiétudes justifièrent le développement d'une version nucléaire dès mars 1952. Le Nike ne pouvant s'accommoder de la volumineuse ogive XW-7, un nouveau missile fut conçu en 1953, le Nike B. Avec l'introduction des projets Nike B puis Nike II, le Nike I fut renommé Nike-Ajax en novembre 1956 pour le différencier. En 1962, il prit la désignation MIM-3 pour Mobile Interceptor Missile, design 3.

### Nike Hercules, la défense devient nucléaire
Le Nike B est d'abord une version du Nike I légèrement agrandie pour emporter une ogive nucléaire capable de détruire une formation de bombardier entière. Rapidement le missile évolue et son fuselage devient plus large et plus lourd, offrant des caractéristiques supérieures à son prédécesseur : portée de 121 kilomètres et altitude d'interception de 30 km. L'équipement existant est amélioré mais le missile restant similaire en fonctionnement au précédent, il s'intégrera aux mêmes installations.

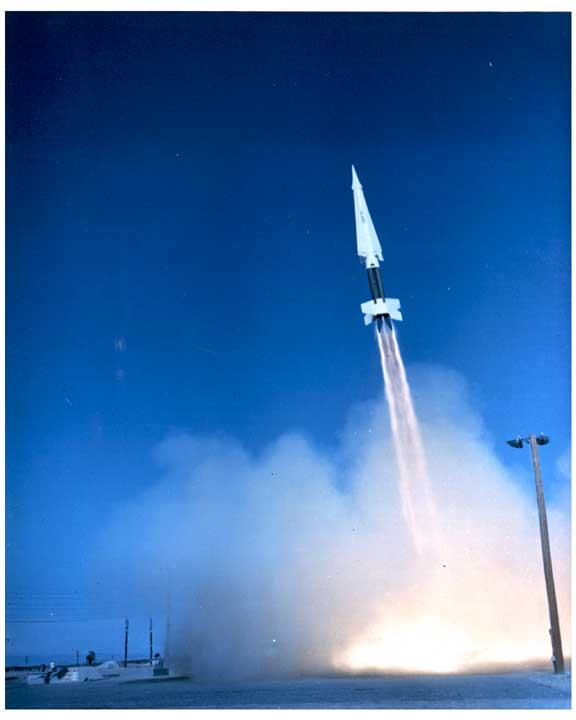
Un Nike Hercules au décollage, en 1970.

La conversion des batteries Ajax en batteries Hercules commença en juin 1958 et se termina deux ans plus tard. Dès le début du déploiement, le duel Army / Air Force, pour le contrôle de la défense aérienne nationale repris de plus belle, l'Air Force reprochant au Hercules de faire doublon avec son propre système Bomarc. Finalement les deux systèmes seront déployés.
Le Hercules ayant une portée plus que doublé par rapport à l'Ajax, un nombre plus faible de batteries suffisaient à offrir la même protection, aussi seulement 140 sites furent commissionnés. Les batteries qui ne peuvent pas être converties sont fermées, le dernier site de missile Nike-Ajax aux États-Unis, à Norfolk, est désactivé en novembre 1963. En Europe et en Asie, ou le déploiement du Nike Hercules débuta en 1959, des batteries mobiles et un mode sol-sol améliorent sa flexibilité d'usage.
Environ 25 000 missiles Nike Hercules seront fabriqués. À partir de 1965 le nombre de batteries fut réduit progressivement par contraintes budgétaires. En avril 1974 il ne reste que quatre batteries au sud de la Floride, proches de Cuba, et trois en Alaska. Elles fermeront à leur tour en 1979, remplacés par les missiles Patriot, mais perdureront en Europe et en Asie jusque dans les années 2000 dans le rôle de défense de haute altitude.

#### Hercules amélioré

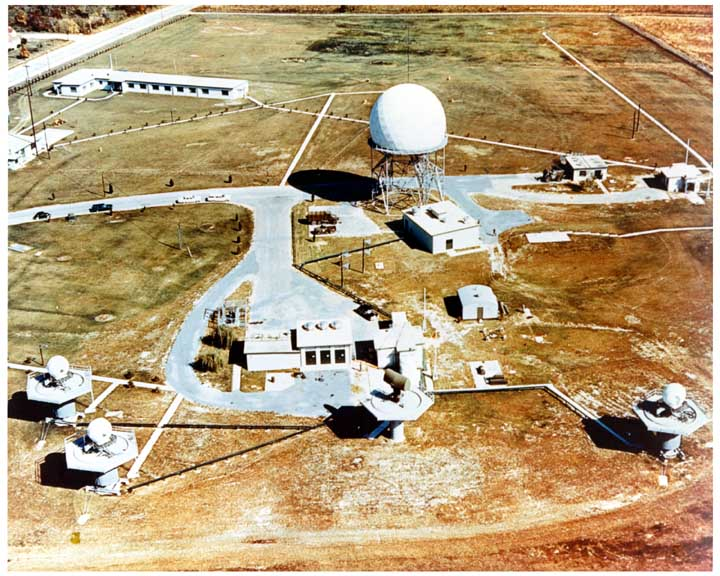
Les cinq radars du Hercules améliorés. De gauche à droite: le TTR, TRR, LOPAR, HIPAR (grand radôme) et le MTR.

Avant même que ne soit déployé le Hercules, les équipes de Bell travaillaient déjà à son amélioration dans un environnement stratégique changeant (bombardiers supersoniques, missiles balistiques). En 1961 un radar à longue portée capable de détecter de petites cibles se déplaçant à Mach 3, le High Power Acquisition Radar (HIPAR) entra en service. Le 3 juin 1960, pour la première fois, un missile Nike Hercules interceptait un missile balistique Corporal. Cette capacité limitée d'interceptions de missiles courte et moyenne portée, permise par une amélioration du HIPAR, sera installée en Europe et en Alaska dès 1963.
Le changement stratégique principal intervint au milieu des années 1950 avec l'avènement du missile balistique intercontinental (ICBM), éclipsant le bombardier. Les chercheurs de Bell, affairés à ce nouveau challenge depuis 1955 conclurent l'année suivante que le Hercules pouvait être adapté à un rôle anti-ICBM sans gros changements du côté du missile. Par contre des améliorations majeures devaient s'appliquer aux radars et aux ordinateurs. Le projet Nike II, bientôt connu sous le nom de Nike-Zeus, venait de naître.

### Nike Zeus, le missile antimissile

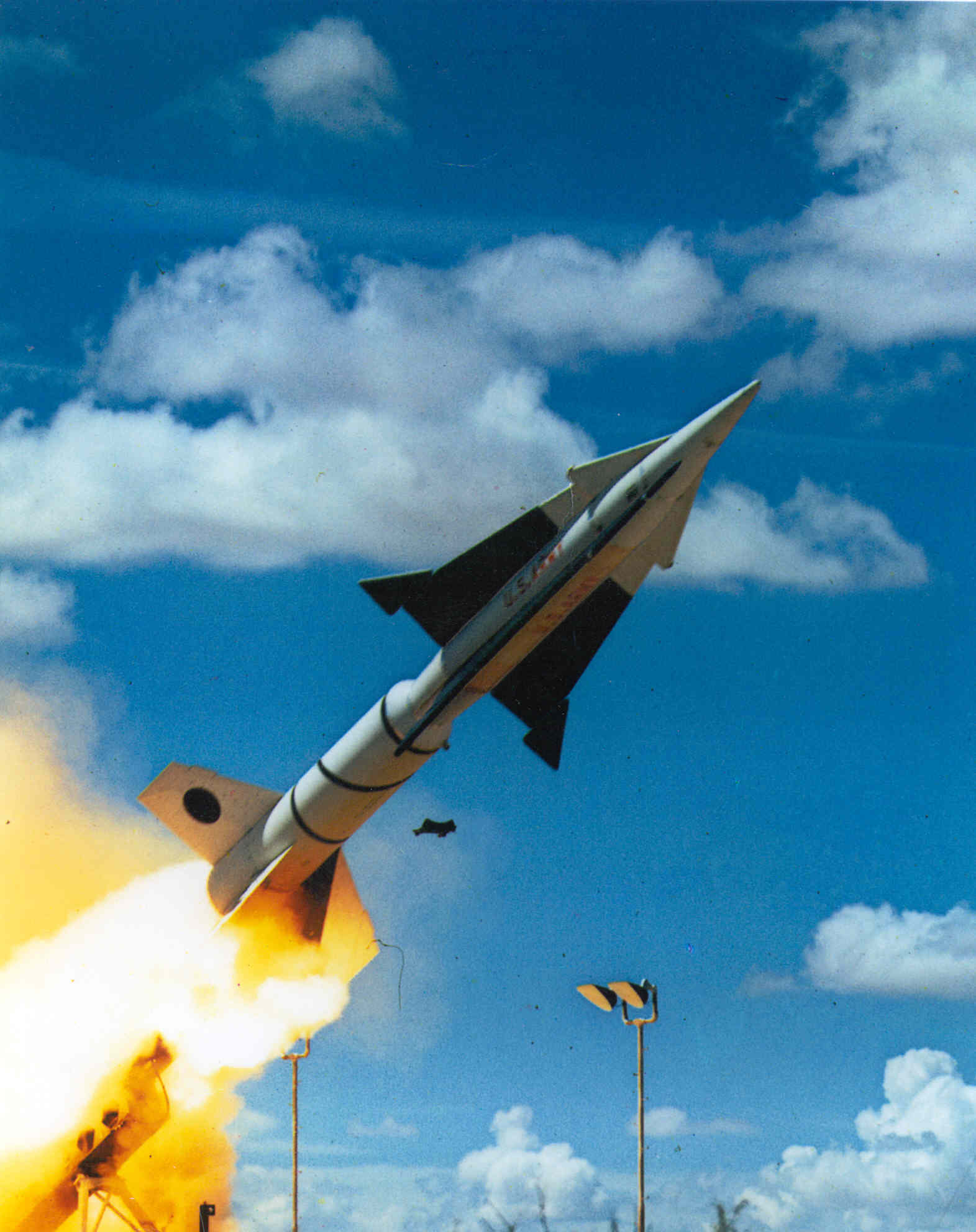
Un Nike Zeus A lancé au White Sands Test Facility, vers 1958.

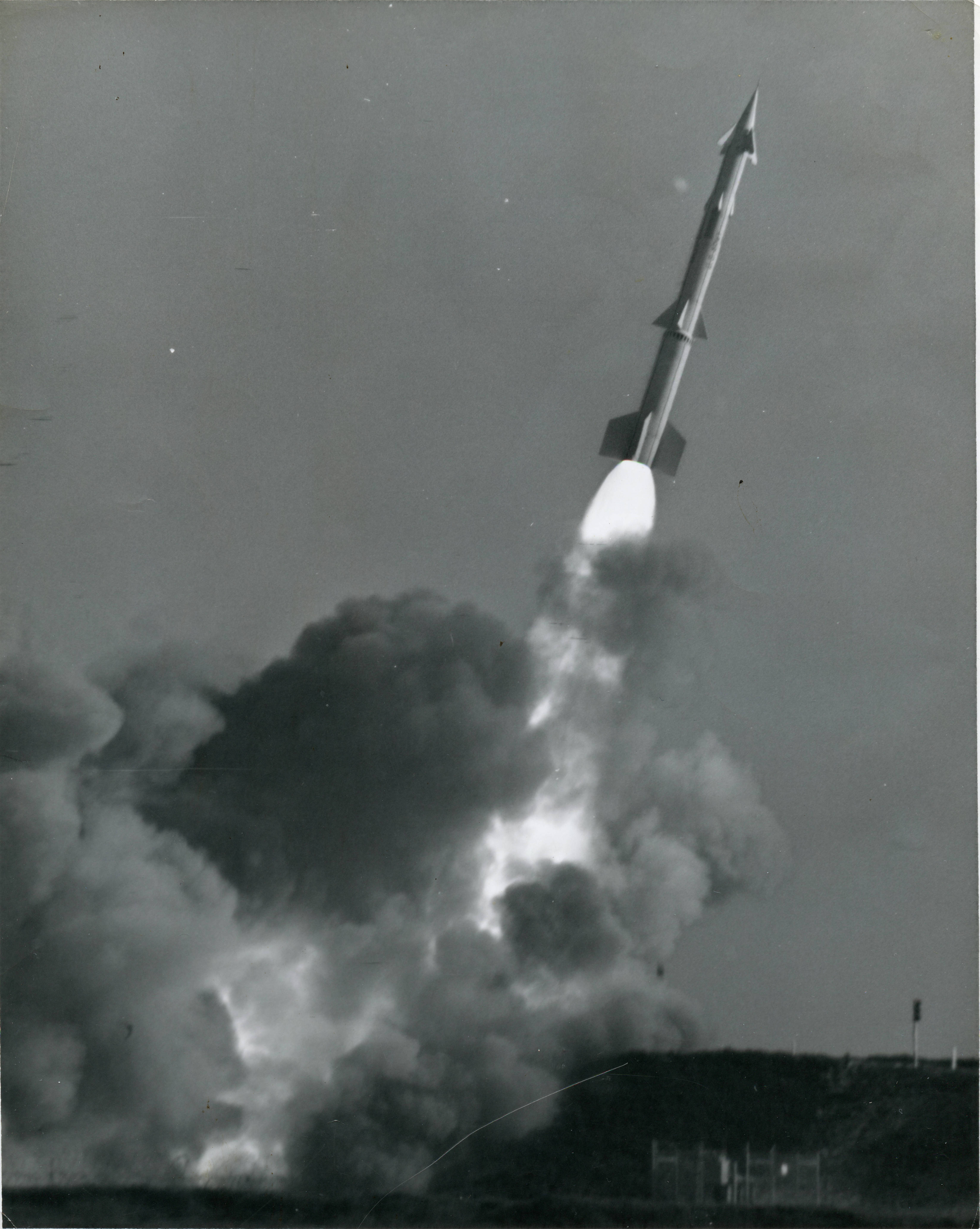
Un Nike Zeus B lancé depuis le Pacific Missile Range Facility à Point Mugu, le 7 mars 1962.

Le missile antimissile prototype Nike Zeus connut deux itérations. La première, le Zeus A, était un Hercules amélioré capable d'intercepter une ogive ennemie à environ 160 kilomètres d'altitude. La suivante, le Zeus B, déclaré priorité nationale en janvier 1958, était un missile beaucoup plus imposant, avec un troisième étage et capable d'atteindre 320 kilomètres d'altitude. Lancé depuis un silo sa désignation devint XLIM-49 pour Experimental silo-Launched Interceptor Missile, design 49.
Durant toute son existence, le projet Nike Zeus fut l'objet d'une intense rivalité entre l'Army et l'Air Force. Avec la décision en 1958 de confier à l'Army les systèmes antimissiles balistiques, l'Air Force entama une campagne de décrédibilisation du Zeus au sein des cercles décisionnels et dans la presse. L'Army répondit en achetant des pages entières de publicité dans les magazines populaires et en distribuant délibérément les contrats à des sous-traitants répartis dans 37 États pour gagner le plus large soutien politique. Au début des années 1960, la date de déploiement prévu approchant, le débat devint un enjeu politique majeur qui fascinait John F. Kennedy. Élu président, il donna son accord pour le déploiement de 70 batteries et 7 000 missiles mais revint tôt sur sa décision en réalisant le coût de l'entreprise et ses limites technologiques.

#### Déploiement annulé
Comme ses aïeux, Zeus ne pouvait attaquer que peu de cibles à la fois, ce qui était suffisant quand la menace ne consistait qu'en quelques ogives ennemies, mais qui devint de plus en plus insuffisant à mesure que les Soviétiques concentrèrent leurs efforts sur les missiles. Malgré les premières interceptions réussies en décembre 1962, des problèmes techniques nouveaux, tels que la possibilité de leurres ou d'explosions nucléaires extra-atmosphériques aveuglants les radars, associés à des coûts en défaveur de la défense par rapport à l'attaque, eurent raison du projet. Le 5 janvier 1963 le secrétaire à la défense, Robert McNamara prit la décision de ne pas déployer le Nike Zeus malgré 15 milliards de dollars déjà engagés. L'argumentaire de McNamara reposait sur une analyse coût avantage défavorable telle qu'il la présenta au Congrès des États-Unis en 1964 :

« Il est estimé qu'un système d'abris [atomiques], au coût de 2 milliards de dollars, sauverait 48,5 millions de vies. Le coût par vie sauvée serait d'environ 40 dollars. Un système de défense antimissiles balistiques actif coûterait environ 18 milliards et sauverait 27,8 millions de vies. Le coût par vie épargnée, dans ce cas, serait d'environ 700 dollars,. »

L'espoir d'un système antimissile viable ne disparut cependant pas avec l'annulation du Zeus, le travail de développement du Nike Zeus Project Office continua et prit le nom temporaire de Nike-X en février 1964.

### Nike-X, une technologie en quête de mission

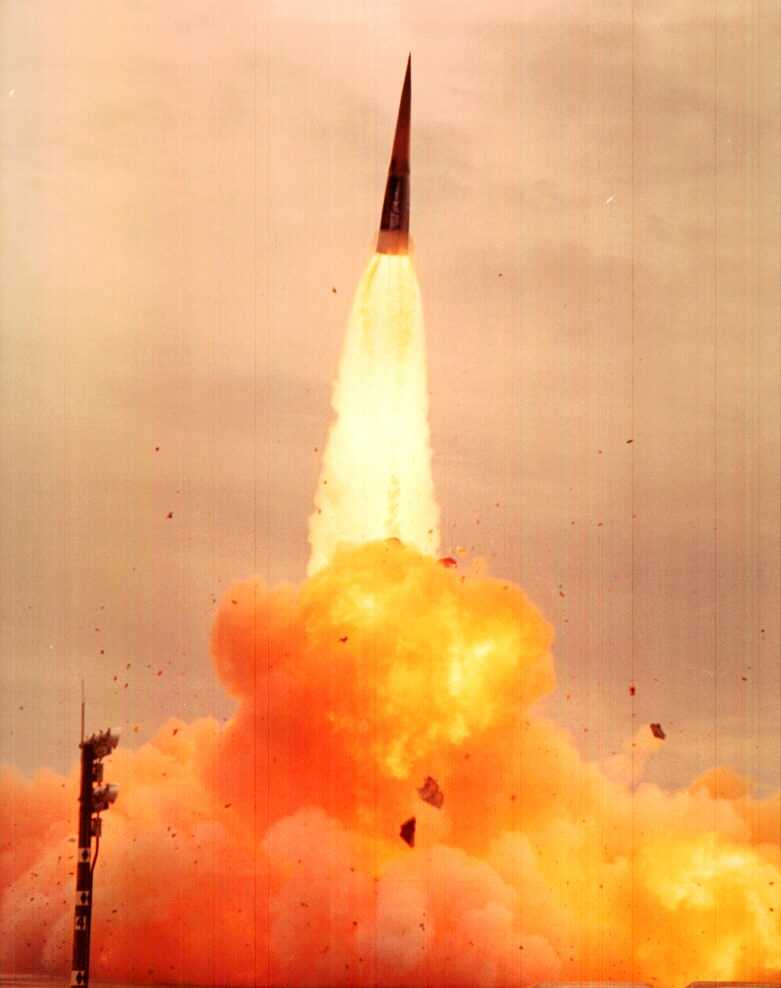
Sprint lancé depuis l'atoll de Kwajalein, vers 1965.

Depuis sa création en 1958, l'Advanced Research Projects Agency (ARPA) se penchait entre autres sur le défi de la défense antimissiles. Une amélioration aux systèmes Nike Zeus, par le biais d'un radar à balayage électronique, était déjà au stade de prototype quand en 1962, l'agence fut approchée par McNamara à la recherche de solutions novatrices. L'ARPA lui proposa le Nike-X, combinaison de deux technologies audacieuses. D'une part le nouveau radar à antenne active, nommé Multi-function Array Radar (MAR), permettant le suivi et l'attaque de dizaine de cibles simultanément, d'autre part un nouveau missile très rapide, à courte portée, destiné à intercepter des ogives à des altitudes aussi faibles que 20 000 pieds (6 100 mètres) où les explosions et les leurres ne seraient plus des obstacles à la destruction des missiles offensifs. En option le Zeus pourrait être conservé pour protéger les zones de moindre importance.

#### Sprint
La pierre angulaire du Nike-X était un missile conçu pour la défense rapprochée. Testé la première fois le 17 novembre 1965, ses caractéristiques sont encore aujourd'hui impressionnantes. Éjecté de son silo, il atteignait Mach 10 en 5 secondes, subissant 100 g d'accélération, d'où son nom, Sprint. Radio-commandé depuis le sol, par un radar qui suivait en même temps les ogives entrantes et le missile, l'interception d'un véhicule de rentrée adverse à 12 kilomètres d'altitude n'aurait pas pris plus de 10 secondes. La bombe ennemie aurait été neutralisée par le flux neutronique intense de la tête nucléaire du Sprint. Cette ogive W66 sera, en juin 1974, la première bombe à radiations augmentées, ou bombe à neutrons, produite.

#### Zeus EX / Spartan

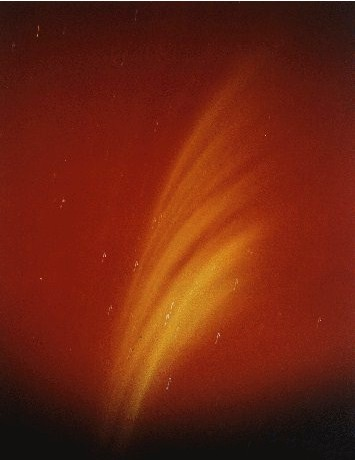
Quelques minutes après l'explosion nucléaire Starfish Prime à 400 kilomètres d'altitude, le 9 juillet 1962.

Bell reconsidéra le rôle du Zeus au sein du système Nike-X à la suite des découvertes concernant les explosions nucléaires extra-atmosphériques réalisés lors de l'opération Fishbowl en 1962. On savait déjà qu'une bombe atomique libérait un grand nombre de rayons X à haute énergie en explosant. Ce qui fut découvert c'était que les rayons n'étant pas bloqués par l'air à de hautes altitudes ils pouvaient être utilisés pour endommager le bouclier thermique d'un véhicule de rentrée ennemi sur de longues distances. En conséquence pour un même radar la précision du missile pouvait être diminuée et en contrepartie son rayon d'action augmenté. L'Extended range Nike Zeus ou Zeux EX utilisait ce principe pour protéger un territoire plus vaste avec moins de batteries de missiles, au prix d'une ogive très puissante, optimisée pour la production de rayons X, la W71.
Le Zeus EX, dont le développement commença en mars 1965 prit, à partir de janvier 1967, le nom de LIM-49A Spartan, ultime aboutissement du Nike Zeus et le seul qui entrera en service, pour une courte durée il est vrai.

#### De Nike-X à Sentinel
En dépit de ses capacités supérieures, le projet Nike-X souffrait du même problème insolvable que le Zeus : son coût de destruction était inférieur à son coût de construction. Il était estimé, par exemple, que limiter le nombre de morts à 30 % de la population coûterait 20 dollars aux Américains en défense pour chaque dollar que les Soviétiques investissaient en attaque. On craignait que le déploiement du système ne relance une course aux armements désavantageuse et il devint clair que le Congrès ne l'autoriserait jamais.
À partir de 1965 le projet Nike-X était « une technologie en quête de mission » et l'US Army lança une série d'études pour trouver quelle mission conduirait à un déploiement. Parmi les différents rôles étudiés deux furent retenus :
- Hardsite était un projet de l'Air force de protection de ses silos de missiles Minuteman par des missiles Sprint pour augmenter leurs chances de survie à une attaque[15]. Ce soutien inespéré à un projet de l'US army serait dû à la menace que faisait planer les Polaris de l'US Navy sur l'avenir des ICBM de l'Air Force[19] ;
- Nth country envisageait une protection contre une attaque peu élaborée avec un nombre limité d'ogives nucléaires. Les capacités du Zeus EX auraient permis à quelques bases de lancement de protéger intégralement le territoire national[15].

La construction du pendant soviétique au Nike-X, le A-35, autour de Tallinn et Moscou, accrut la pression sur le Congrès pour qu'il autorise le déploiement d'un système défensif. Le 17 juin 1967, la Chine communiste testa sa première bombe-H. Soudainement le concept Nth country n'était plus une simple théorie. Le 18 septembre 1967, Hardsite et Nth country furent fusionnés en un projet de déploiement « léger » capable d'inhiber, pour un cout modeste, une attaque chinoise ou un lancement accidentel.
Le développement du Nike-X dans sa forme originelle venait de prendre fin, pour mieux se poursuivre sous un nouveau nom, celui de programme Sentinel.

## Spécifications

### Missiles
| Missile                         | Nike Ajax | Nike Hercules                                            | Nike Zeus               | Nike Zeus               | Nike-X                  |
|                                 | |                                                          | Zeus A                  | Zeus B                  | Zeus EX / Spartan       |
| ------------------------------- | --- | -------------------------------------------------------- | ----------------------- | ----------------------- | ----------------------- |
| Désignation                     | SAM-A-7 / MIM-3 | SAM-A-25 / MIM-14                                        | XLIM-49                 | XLIM-49A                | LIM-49A                 |
| Longueur (mètres)               | 10,36 | 12,53                                                    | 13,5                    | 14,7                    | 16,8                    |
| Diamètre (mètres)               | 0,30 | 0,8 (booster) 0,53 (2e étage)                            | 0,91                    | 0,91                    | 0,91                    |
| Diamètre avec ailerons (mètres) | 1,22 | 3,5 (booster) 1,88 (2e étage)                            | 2,98                    | 2,44                    | 2,98                    |
| Masse (kg)                      | 1116 | 4850                                                     | 4980                    | 10300                   | 13100                   |
| Vitesse Maximale                | Mach 2.25 (2 390 km/h à 50k pieds) | Mach 3.65 (3 877 km/h à 65k pieds)                       | Mach 4 > (4 900 km/h >) | Mach 4 > (4 900 km/h >) | Mach 4 > (4 900 km/h >) |
| Portée (km)                     | 40 | 140                                                      | 320                     | 400                     | 740                     |
| Plafond (km)                    | 21 (69 000 pieds) | 45 (150 000 pieds)                                       | ?                       | 280                     | 560                     |
| 1er étage                       | Booster à propergol solide Poussée : 263 kN pendant 2.5 secondes | Booster Hercules M42 (4x booster Nike M5E1) 978 kN total | Thiokol TX-135 1,800 kN | Thiokol TX-135 2,000 kN | Thiokol TX-500 2,200 kN |
| 2e étage                        | Propergol liquide hypergolique 11.6 kN pendant 21 secondes | Thiokol M30 à propergol solide 44.4 kN                   | ?                       | Thiokol TX-238          | Thiokol TX-454          |
| 3e étage                        | |                                                          |                         | Thiokol TX-239          | Thiokol TX-239          |
| Ogive Conventionnelle           | 3 ogives entourées de 2 couches de cubes d'acier de 6 mm. Né: M2: 2 kg Composition B, 5.4 kg total Corps: M3: 42 kg Comp. B, 80.2 kg total Queue: M4: 27 kg Comp B, 55.0 kg total | T-45 HE à fragmentation 272 kg de HBX-6, 500 kg total    | Nucléaire seulement     | Nucléaire seulement     | Nucléaire seulement     |
| Ogive Nucléaire                 | | W7 Mod 2E (2,5 ou 28 kt)                                 | W31 (25 kt)             | W50 (400 kt)            | W71 (5 Mt)              |
| Ogive Nucléaire                 | W31 Mod 0 (2 ou 30 kt) Mod 2 (2 ou 20 kt) |                                                          | W31 (25 kt)             | W50 (400 kt)            | W71 (5 Mt)              |

### Radars

Radar ACQ de l'Ajax, LOPAR du Hercules.
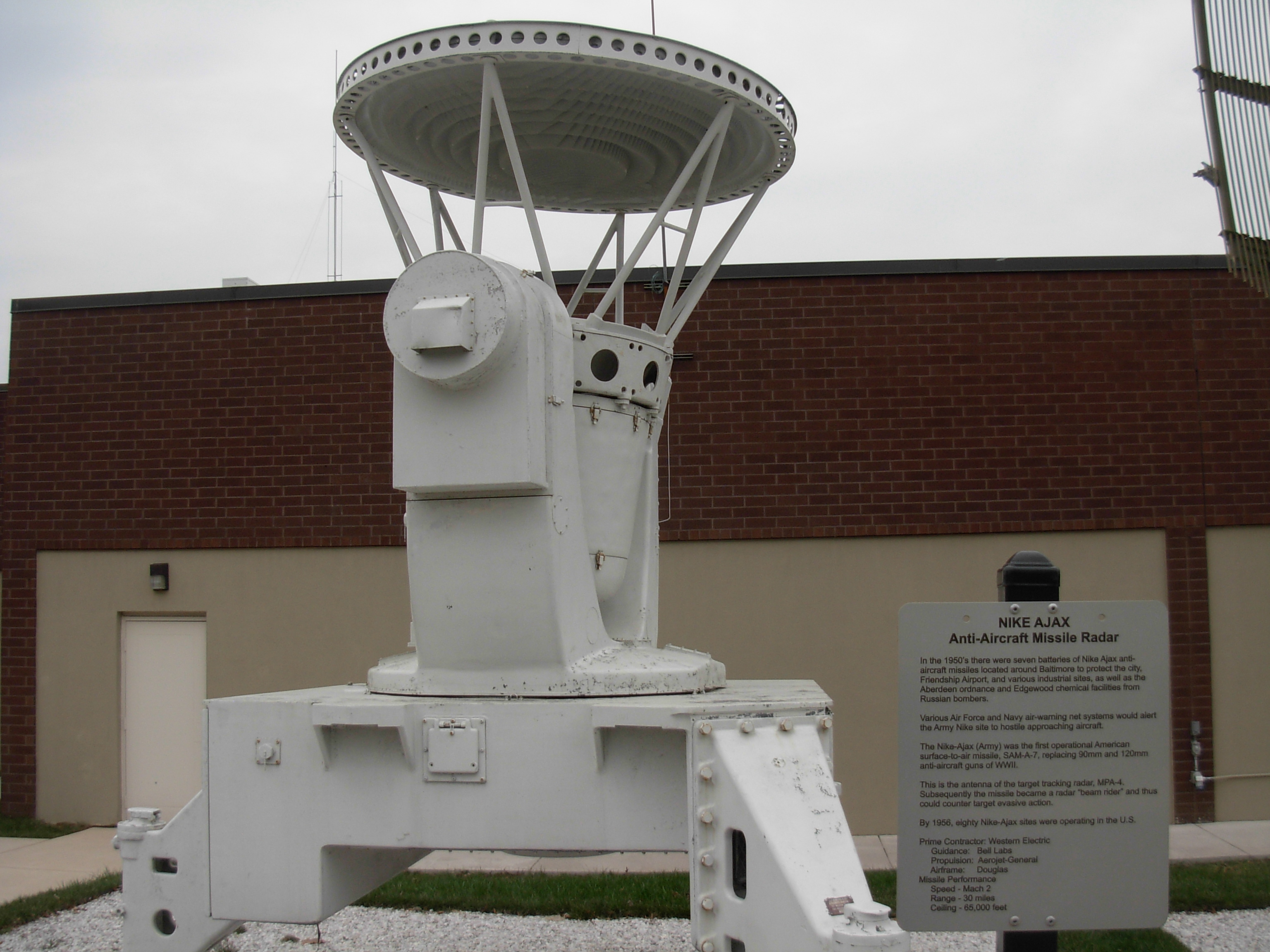
Radar TTR de l'Ajax/Hercules (sans radôme).
Radar MTR de l'Ajax/Hercules (avec radôme).
Radar HIPAR du Hercules amélioré.

Radars expérimentaux :

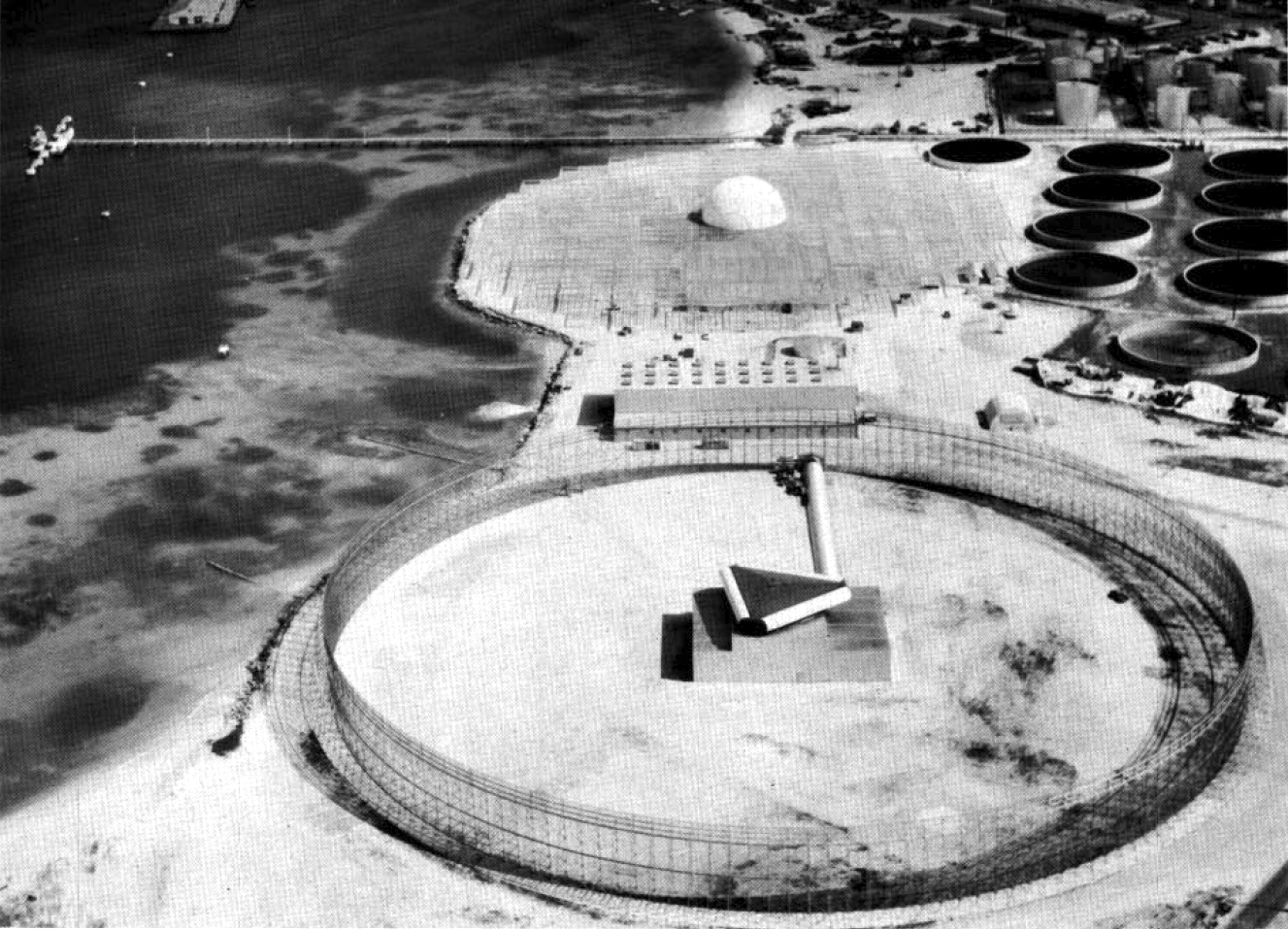
Radar ZAR du Zeus, émetteur (triangle) et récepteur (radôme).
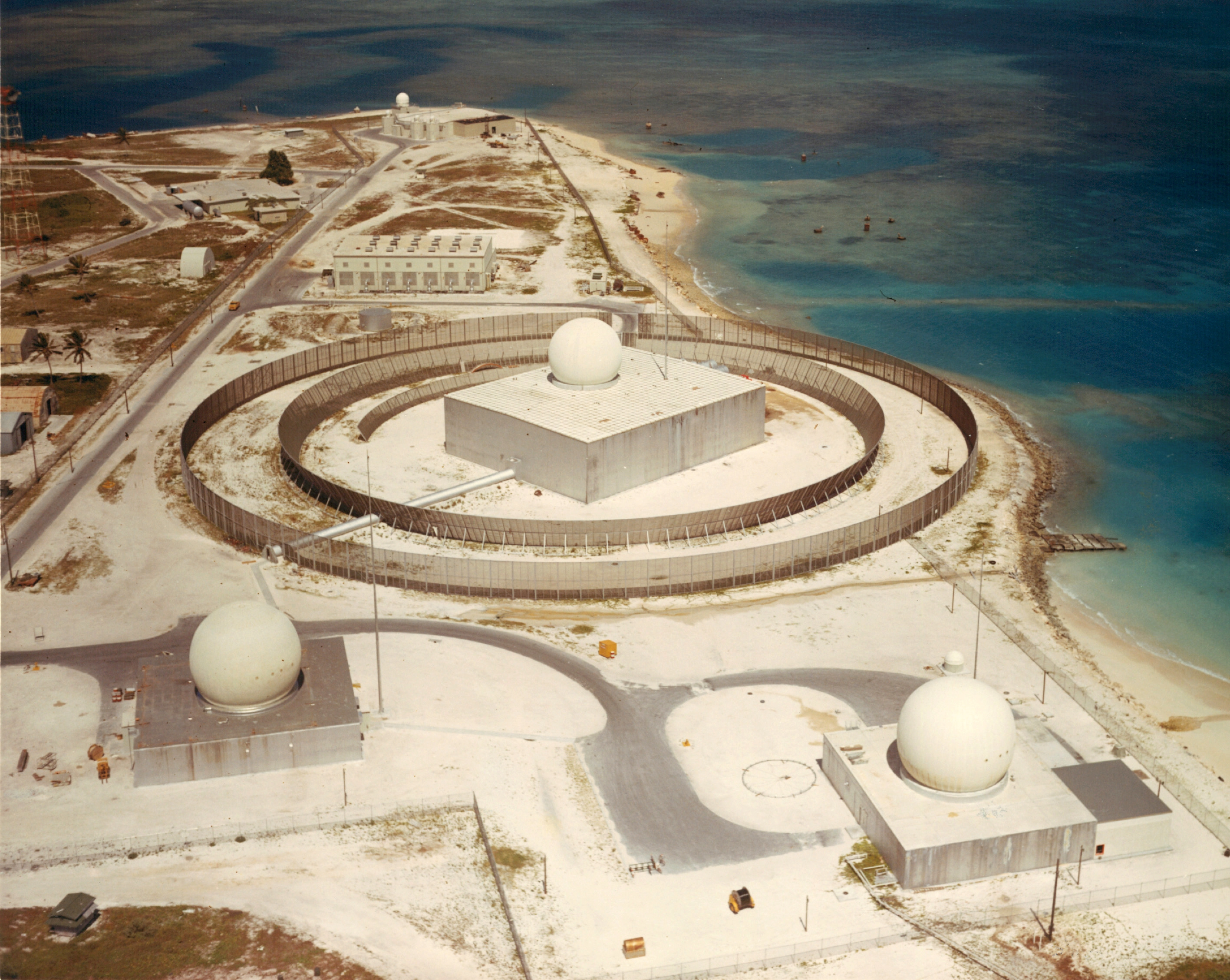
Radars TTR (devant), ZDR (surélevé) et MTR (au loin) du Zeus.
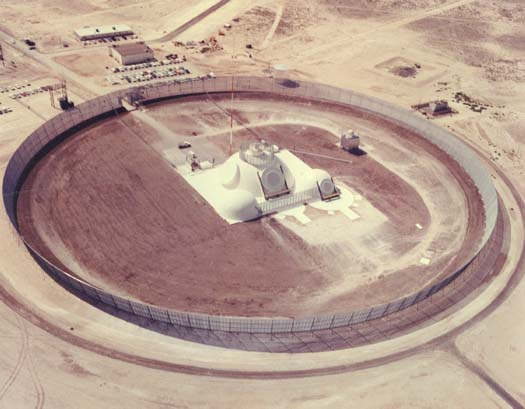
Radar MAR-I du Nike-X, vers 1965.
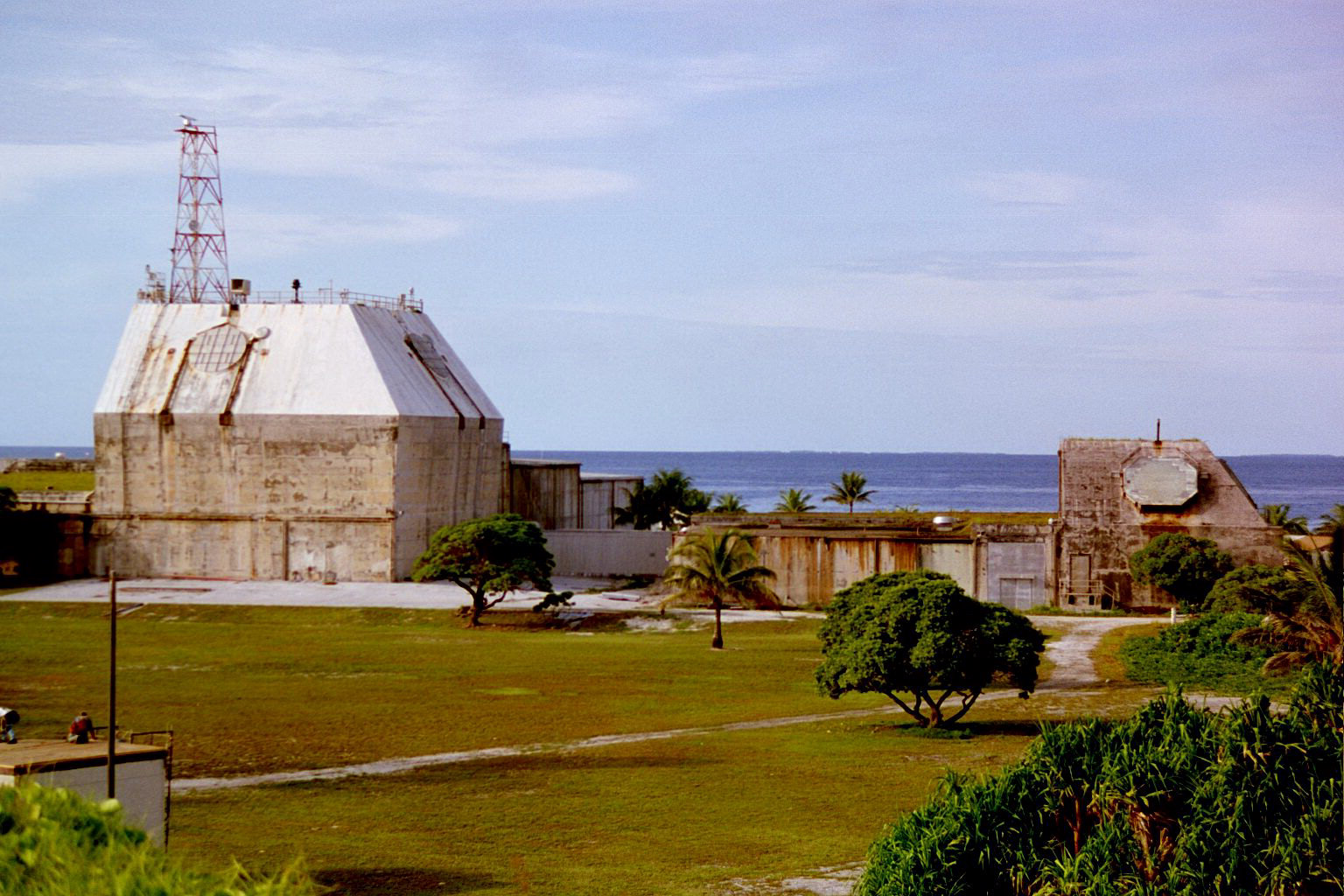
Radar MSR du Nike-X, abandonné, en 1990.

|                         | Nike Ajax / Nike Hercules         | Nike Hercules « amélioré »                        | Nike Zeus                       | Nike-X                          |
| ----------------------- | --------------------------------- | ------------------------------------------------- | ------------------------------- | ------------------------------- |
| Acquisition de la cible | Acquisition Radar (ACQR)          | High Power Acquisition Radar (HIPAR) GE AN/MPQ-43 | Zeus Acquisition Radar (ZAR)    | Multifunction Array Radar (MAR) |
| Acquisition de la cible | Acquisition Radar (ACQR)          | Low Power Acquisition Radar (LOPAR)               | Zeus Discrimination Radar (ZDR) | Multifunction Array Radar (MAR) |
| Suivi de la cible       | Target Tracking Radar (TTR) MPA-4 | Target Tracking Radar (TTR)                       | Target Tracking Radar (TTR)     | Multifunction Array Radar (MAR) |
| Suivi de la cible       | Target Tracking Radar (TTR) MPA-4 | Target Ranging Radar (TRR)                        | Target Tracking Radar (TTR)     | Multifunction Array Radar (MAR) |
| Suivi du missile        | Missile Tracking Radar (MTR)      | Missile Tracking Radar (MTR)                      | Missile Tracking Radar (MTR)    | Missile Site Radar (MSR)        |

## Déploiement

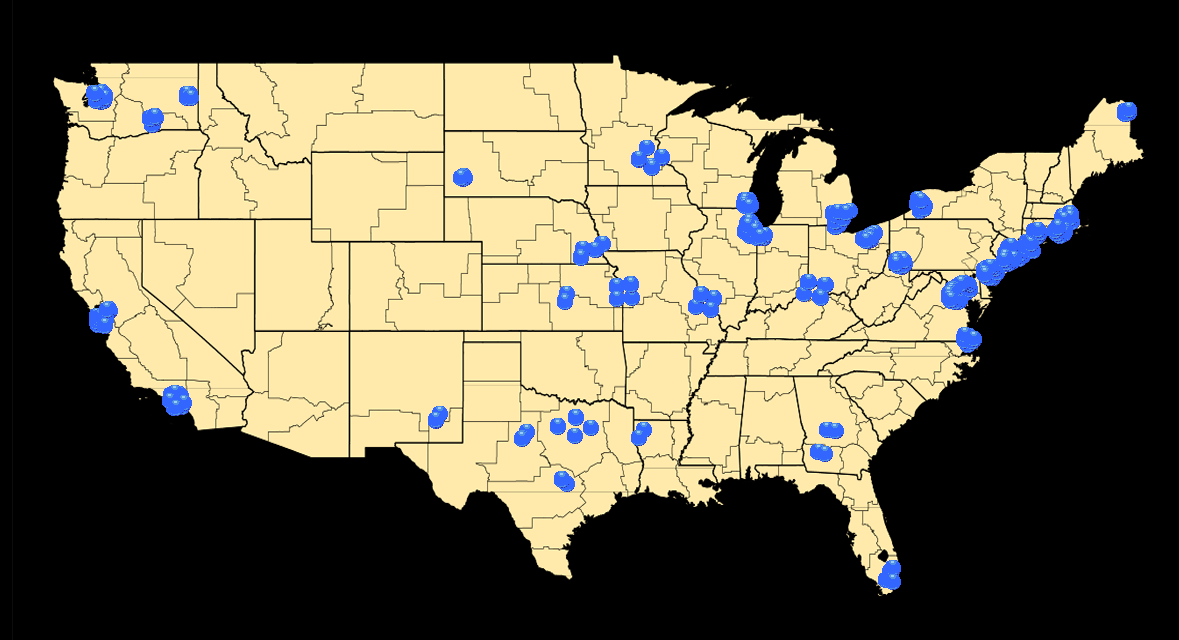
Sites de missiles Nike aux États-Unis contigus.

En 1960, l'ARADCOM disposait de 88 batteries Hercules et de 174 batteries Ajax, défendant 23 zones réparties dans 30 États des États-Unis.

### Nike Ajax
Le missile Nike Ajax fut déployé entre 1954 et 1963 aux États-Unis pour protéger les villes et les bases du Strategic Air Command contre une attaque par des bombardiers soviétiques. Plus tard il fut déployé à l'étranger pour protéger les bases américaines et vendu aux armées alliées. Certains exemplaires y restèrent en service jusque dans les années 1970.

### Nike Hercules

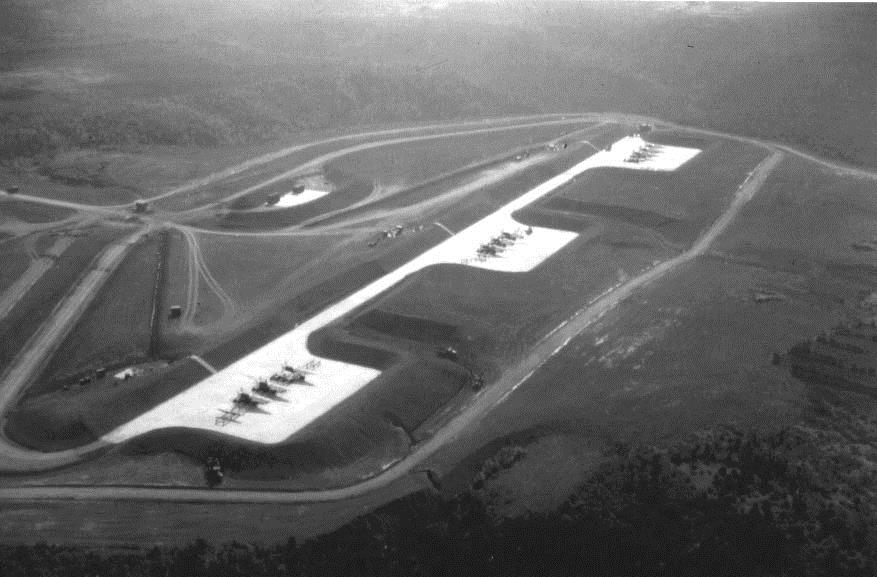
Batterie de Nike Hercules à Taïwan, années 1960.

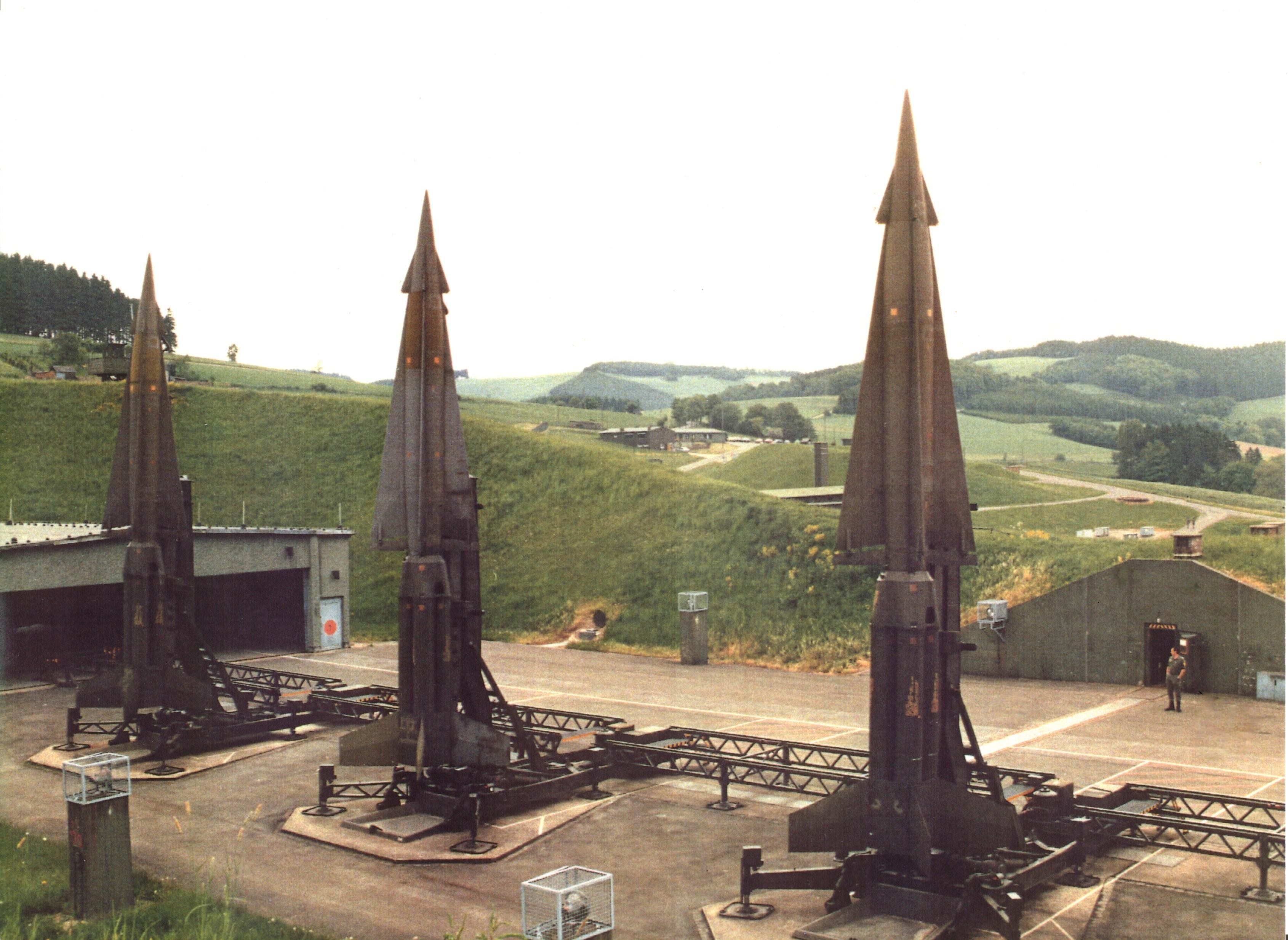
Batterie de Nike Hercules à Oedingen en Allemagne, 1980.

Le missile Nike Hercules fut d'abord déployé à partir de 1958 sur de nouveaux sites puis remplaça complètement le Nike Ajax aux États-Unis en 1963. Au nord du Groenland, il est déployé pour protéger la base de Thulé. En Europe, il est déployé en Allemagne de l'Ouest, en Belgique, en Italie et en Grèce à partir de 1959, puis au Danemark en 1961, sous commandement d'unités de l'OTAN. Par exemple, les 520 et 521e Brigade d'Engins des Forces françaises en Allemagne.

#### Nike J
Au Japon, une version construite sous licence par Mitsubishi Heavy Industries, le Nike J, sera introduite en 1970. Ce Hercules local bénéficiait d'un système de guidage amélioré par des transistors, en remplacement des tubes. De plus son ogive conventionnelle était plus puissante mais il ne pouvait pas emporter d'arme nucléaire.

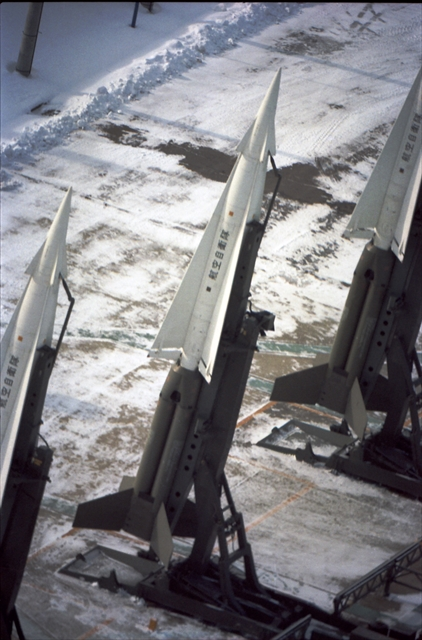
Batterie de Nike J à Naganuma au Japon, 1987.

À partir de 1965 le nombre de batteries aux États-Unis fut réduit progressivement à zéro en 14 ans. En Italie elles survivront jusqu'en juillet 2007.
| Amérique   | Années    | OTAN      | Années    | Asie         | Années    |
| ---------- | --------- | --------- | --------- | ------------ | --------- |
| États-Unis | 1958-1979 | Belgique  | 1959-1990 | Japon        | 1959-1994 |
| États-Unis | 1958-1979 | Danemark  | 1959-1981 | Corée du Sud | 1965-2000 |
| États-Unis | 1958-1979 | Allemagne | 1959-1988 | Taiwan       | 1959-2008 |
| États-Unis | 1958-1979 | Grèce     | 1959-2008 |              |           |
| États-Unis | 1958-1979 | Italie    | 1959-2007 |              |           |
| États-Unis | 1958-1979 | Pays-Bas  | 1959-1988 |              |           |
| États-Unis | 1958-1979 | Norvège   | 1959-?    |              |           |
| États-Unis | 1958-1979 | Turquie   | 1959-2008 |              |           |
| États-Unis | 1958-1979 | France    | 1960-1966 |              |           |

### Nike Zeus
Le Nike Zeus, sous la forme du Spartan, fut déployé aux États-Unis dans le Dakota du Nord entre le 28 septembre 1975 et le 10 février 1976, avec le programme Safeguard (en).

## Accidents
Le 30 septembre 1955 l'explosion d'un réacteur de Nike-Hercules lors d'un test statique à White Sands tue un technicien et en blesse cinq autres.
Le 22 mai 1958, un Nike-Ajax explose accidentellement à la batterie Leonardo dans le New Jersey, tuant 6 soldats et 4 civils. Un mémorial se trouve à Fort Hancock.
En juin ou juillet 1959, un Nike-Hercules est accidentellement lancé pendant des opérations de maintenance à la batterie 8 de la Naha Air Base à Okinawa. Le missile s'écrase sur l'eau mais le jet de gaz des tuyères tue deux militaires.
Le 5 décembre 1998, un Nike-Hercules est accidentellement lancé à Incheon en Corée. Le missile explose au-dessus de Songdo, blessant trois personnes et soufflant fenêtres et automobiles stationnées à proximité.

## Préservation
De nombreux missiles Nike ont été conservés par diverses institutions, comme pièces de musée ou gate guardian. La tendance du tourisme atomique offre une seconde vie pacifique aux sites de lancements préservés.

### Matériel

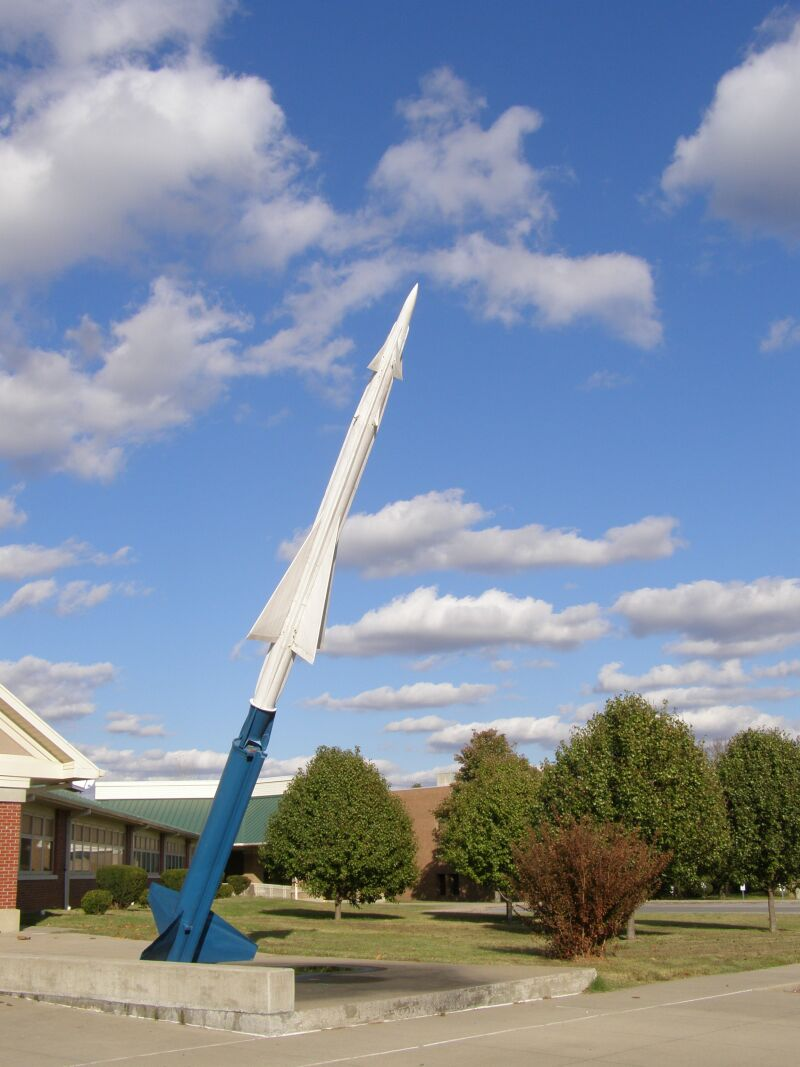
Un Nike Ajax à l'entrée d'une école de Marion au Kentucky.

#### États-Unis
Un Nike Ajax, un Hercules et un Zeus sont exposés au Redstone Arsenal en Alabama. Un Nike Ajax et un Hercules sont exposés au Peterson Air and Space Museum de Colorado Springs au Colorado. Deux Nike Ajax et un Hercules sont exposés au Cape Canaveral Space & Missile Museum à Cape Canaveral en Floride. Un Nike Ajax, un Hercule et un Zeus sont exposés au White Sands Missile Range Museum, au Nouveau-Mexique. Un Spartan et un Sprint sont exposés au Air Defense Artillery Museum du Fort Bliss au Texas. Un Nike Ajax complet et une coupe sont exposés au Steven F. Udvar-Hazy Center du National Air and Space Museum à l'aéroport Washington-Dulles, en Virginie.

#### Europe
Un Nike Ajax et un Hercules sont exposés au Musée royal de l'armée et de l'histoire militaire à Bruxelles en Belgique. Un Nike Ajax est visible au Musée de la guerre à Athènes en Grèce. Un Nike Ajax et deux Hercules sont exposés au Militaire Luchtvaart Museum sur la Soesterberg Air Base aux Pays-Bas.

#### Asie
Un Nike J est exposé au musée de la base aérienne d'Hamamatsu au Japon. Un Nike Hercules est exposé au Mémorial de la Guerre de Corée (en) à Séoul en Corée du Sud.

### Sites de lancement

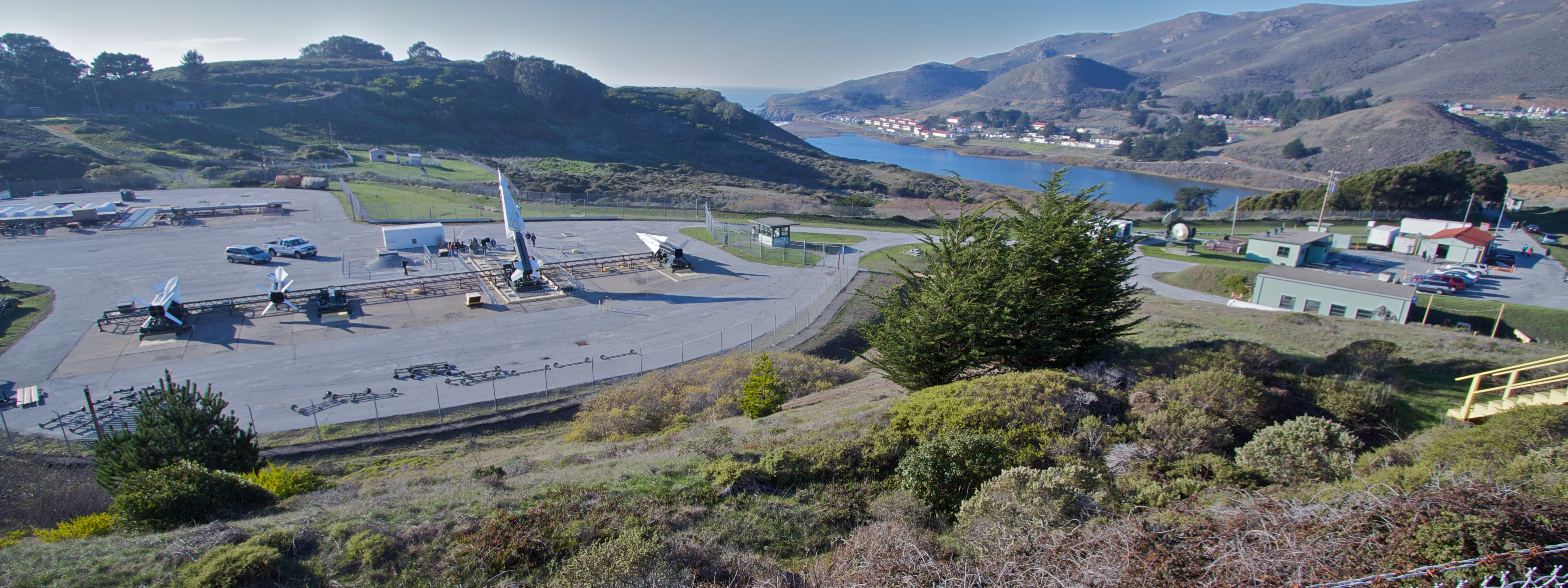
Le site de lancement Franciscanais Nike SF-88L lors d'une démonstration publique en 2008.

#### États-Unis
Le site de lancement le mieux préservé est situé à l'ouest du Golden Gate Bridge à San Francisco en Californie. Entretenu par le National Park Service, il présente au visiteur la batterie Nike SF-88L telle qu'elle pouvait l'être au moment de sa fermeture en 1974. Des démonstrations du système d'ascenseurs à missiles ont lieu le premier samedi de chaque mois lors de journées portes ouvertes réunissant bénévoles et vétérans.
Le site NY-56 de Fort Hancock, à Sandy Hook au New Jersey, a été restauré et présente les bunkers originaux ainsi que trois missiles Nike Ajax et un Hercules. Une fin de semaine par mois, entre avril et octobre, les membres de la Fort Hancock Nike Association offrent des visites guidées.
Le site HM-69, au cœur du parc national des Everglades au sud de la Floride, restauré par les étudiants de l'école d'aviation George T. Baker, offre des visites guidées durant l'hiver.

#### Europe
En Italie du nord, la commune de Folgaria préserve une base de lancement de Nike Hercules, la base Tuono, ouverte au public de avril à octobre.
Au Danemark, à Stevns, le site de commande de la batterie Nike Mandehoved est accessible au public mais pas le site de lancement. Ils font partie du Stevnsfort Cold War Museum.

### Citations originales
1. ↑  (en) « It is estimated that a shelter system at a cost of $2 billion would save 48.5 million lives. The cost per life saved would be about $40.00. An active ballistic missile defense system would cost about $18 billion and would save an estimated 27.8 million lives. The cost per life saved in this case would be about $700. »